# 火王 (漫畫)
《火王》是臺灣漫畫家游素蘭的少女漫畫作品，自1991年開始連載於大然文化旗下的《公主快報》和《公主漫畫》雜誌，1992年起由大然出版單行本。這套漫畫是《古鏡奇譚》系列的第二部，被認為是臺灣早期的BL作品，與「古鏡」系列第一部《傾國怨伶》分別在臺灣創下每本七萬冊銷售量，在中國大陸被盜版三千萬冊的成績。截止到2013年仍是臺灣史上最長的長篇漫畫。2017年6月7日由湖南廣播電視台旗下網路平台芒果TV拍攝同名電視劇進入拍攝作業。

## 故事大綱
「古鏡奇譚」系列是以尋找七面神鏡為無形主幹，再以七位「神祇」之劫難輪迴為有形解說的故事，而主題則是「命運之範疇」、「反抗命運」、「友情與愛情」。
《火王》的故事承接「古鏡」第一部《傾國怨伶》，在廣玉公主李盈之墓「唐靈陵」事件三年以後，臺裔女子蔚詠倩在紐約國際古文物展上認識了商業鉅子特萊斯·康納利·達尼，兩人都感覺對方似曾相識。展會上出示的兩面上古銅鏡──炎鏡和水鏡，也讓兩人有一種莫名的熟悉感。為了再次見到尙軒，詠倩開始追尋其餘五面古鏡的下落。另一邊廂，特萊斯的神祕未婚妻──阿拉伯公主佛蘿納·維多突然造訪，身邊還跟隨一名具有超能力的保鑣多雷。同時，特萊斯遭到商業對手葛利得（新版作「葛利德」）的追殺。特萊斯的祕書歐琳·康特在向他表白後即被人殺害。特萊斯懷疑所有事件均與葛利得有關，決定展開復仇……
一名叫做珊諾·亞頓的少年靈媒師在政治人物對談節目中向衆人提出關於末世的警告，「惡魔」正在悄悄甦醒。特萊斯站在歐琳墓前說道自己將徹底改變。與此同時，特萊斯對自己的前世──火神仲天的記憶開始浮現。唐高宗龍朔年間，仲天是一名來自西域的鐵匠。為了幫助雷神轉世的徒弟昊玥，他必須在限定期限內找到雷闕。西域大師造訪當時名動天下的先知司徒奉劍，沒想到對方竟是位稚齡少女，但他們竟對奉劍的容貌毫無記憶，令仲天對這名先知產生好奇而決定前往拜訪，亦希望能探知到雷闕的下落。
抵達司徒府的仲天恰遇安平爵搶親，並從其手中救下奉劍。數日相處後，仲天發現一向性格冷淡的自己竟對她動了情。對奉劍一直有同伴感覺的仲天一度懷疑她是否是七神中唯一的女神嫿琤的轉世，若眞是如此，那她生生世世都將只屬於尙軒；但如果她衹是一名平凡的世間女子，她的生命於仲天而言不過是滄海一粟。帶着這種疑慮的仲天開始夢見遠古時那個總愛跟在身後的小小身影──風神千湄。得知奉劍被自己打造的龍鳳金釵所傷後，仲天愧疚不已。因為被火燄之神所造的器物所傷，絕無生還的可能。
這位司徒奉劍究竟是何人？如果歷經百年千年的歲月以後，仲天是否還能再次找到「她」？而現世的特萊斯又要如何在無盡的命運轉輪中掌控自身的命運？

## 登場角色

### 主要角色
仲天
司火之神，即本書主角火王，掌控火燄之力，同時也是鍛造之神。遠古時同伴對其評價是雖名為火王，但卻比冰還冷。第一次轉生至唐朝，是個紅髮碧眼、高鼻深目的西域人，愛上風神千湄的轉世司徒奉劍。在奉劍逝去後，曾一度抗拒覺醒。現世轉生為美國企業家特萊斯·康納利·達尼，覺醒後接替尙軒成為新世紀的最高神。因失去摯愛奉劍，曾一度想要毀滅世界。在得知奉劍也轉生至現世後成為其監護人。
千湄（司徒奉劍）
司風之神，為本書主角，其名「千湄」意為「水岸邊」。有一頭柔亮金髮的靚麗小孩，能御風飛馳，也是命運的收線者，雙目不能視物卻能看見命運的絲線。遠古時就喜愛仲天，總是跟隨在他身後。但性格冷淡的仲天常常對他視而不見。第一次轉生至唐朝，成為名動天下的先知司徒奉劍，並終與仲天相戀。自13歲起就不再生長發育，為了保守這個祕密，一直以來都以女裝示人。本來動用了覺醒的力量而無法重生，後因仲天的力量再次轉生，現世是美國少年靈媒師珊諾·亞頓，但他完全失去了前世的記憶。特萊斯在故事結尾時成為珊諾的監護人。
蔚詠倩
在美國紐約長大的臺裔女子，認識尙軒後對他漸生愛意，為了能與他再次相見而開始追尋遠古七鏡的下落。其前生為唐朝定國廣玉公主李盈，李盈的前生是水神嫿琤，其名意為「寧靜的水音」。遠古時的嫿琤與尙軒相戀，但她對尙軒和昊玥的情感糾結，祈願自身可以一分為二。這也是為何唐時的李盈喜愛昊玥，而今世的詠倩則迷戀尙軒。

### 其他角色
尙軒
創世之神，掌控著光明與黑暗的力量。深愛嫿琤，也是七神的統領和維繫。最後逝去，歸化萬物。
昊玥
司雷之神，掌控雷電之力，其名意為「天地神珠」。唐朝時轉世為仲天的徒弟，長大後入宮擔任廣玉公主李盈的貼身侍衞，封號「持劍將軍」，並與她相戀。後為救李盈被太子設計殺害，武后憐其情將之與李盈合葬「唐靈陵」。因詠倩等人對公主陵的考古發掘而復活，於《傾》故事結尾時覺醒，所以在《火王》中是以回歸神職的雷神出現。最後在詠倩的幫助下與李盈停留在一個永恆的唐朝時空中。
優河
司澤之神，遠古時就愛上千湄，與仲天不和。唐朝再與仲天相遇，又因千湄的轉生奉劍與仲天發生衝突，為仲天所傷，後因動用覺醒的力量而逝去。《古鏡奇譚》後續提到也轉世到了現代，名為文熙華。他亦是「古鏡」系列第三部《丹聿記》的主角。
帝昀
司山之神，除尙軒之外唯一有療傷能力的神。為消耗仲天的力量而於唐朝時設下圈套，覺醒後為救力氣耗盡的尙軒而逝去。
歐琳·康特
特萊斯·康納利·達尼的祕書，特萊斯一直將其視為姊姊，暗戀特萊斯，在特萊斯新婚前一夜被多雷殺害。
西奈
原為記者，手段學識都很了得，歐琳死後接替其位成為特萊斯的新祕書。
佛蘿納·維多
舊版名為佛蘿納·維多，是阿拉伯公主；新版設定為中歐某公國公主，並重命名為佛羅納·奧爾·德卡斯爾。特萊斯的未婚妻，借助水鏡的力量維繫和特萊斯的關係，詠倩覺醒後化為紫水晶。
勞勃特·佛斯
美國記者，蔚詠倩父親的好友，於《傾國怨伶》中發現廣玉公主李盈之墓「唐靈陵」。
費迪沙·唐
號稱收費最貴的殺手，為特萊斯效力。
爵文
隔代混血兒，詠倩的靑梅竹馬，喜愛詠倩，個性吵鬧開朗。
多雷
佛蘿納公主的保鑣，借助水鏡的力量許下若特萊斯有負公主，則會殺了特萊斯和其深愛之人的諾言。

## 人物與設定
- 特萊斯·康納利·達尼的原型人物是荷蘭裔瑞典男模馬庫斯·申肯伯格（英语：Marcus Schenkenberg），根據作者的說法，「他（馬庫斯）年輕時留着披肩的中長髮，那樣子很帥很俊美又不失男子氣概。尤其他穿西裝的樣子眞是帥斃了。不僅如此，有時候他看起來很酷，可是有時候又很可愛，他還有一系列的海灘廣告，長及腰部的黑髮看起來就像我的夏茵王一樣。」[7]特萊斯的背景設定是中、荷混血的美國人，4月17日出生，白羊座，身高1.87米（舊版），體重70公斤，紅橙色頭髮以及藍色瞳仁。居住地是位於長島市的兩套雙層洋房東館和西館。[8]他的最初年齡設定是25歲，即與他的前世仲天相同，這個年紀在少女漫畫的角色中已屬設定上限。後來作者在畫出他的形像後感覺更像是22、23歲左右，因此在狂龍發行的新版中便採用了這個設定。[9]其身高在新版中設定為六英呎兩英吋（1.89米），依作者所說「（這樣的身高）對東方人來說好像距離很遠，但在美國是很普通的身高」。[10]作者也自認為新版的特萊斯個性更鮮明。[9]

- 唐朝時期的仲天年齡設定為25歲，身高1.87米，體重76公斤。擁有一頭耀眼紅髮和藍色瞳仁，是個高鼻深目的西域人。因為什麼都會，所以什麼都懶得做，只熱衷細工，他的理由是好玩、無聊。[11]

- 司徒奉劍是永遠長不大的13歲樣貌，身高1.63米，體重48公斤。他所居住的江南大宅共有五軒，分別是：荷香軒、袖冷軒、鹿苑軒、傷陽軒、臨月軒，有數頃大。愛彈琴瑟、琵琶，好舞劍，對琉璃珠製成的耳飾情有獨鍾。與貼身侍女醒秋最有話聊，因此也只有醒秋知道他的全部祕密。[11]

- 蔚詠倩原本另有英文名，但於故事中被省略。11月16日出生的天蠍座女子，將屆19歲，身高1.68米，體重55公斤，擁有一頭黑髮及深紫色瞳仁。她的偶像是幾位著名的武打明星。[8]

- 大然舊版中的佛蘿納·維多設定為阿拉伯合衆國一位沒有名份的公主，但手下有四名極富衆望的長老輔佐，是她權力的基礎。她是英、阿混血兒，23歲，1月22日出生，山羊座，身高1.73米，體重59公斤。[8]因顧忌宗教的關係，沒有對她的背景作詳細描述。[9]這樣的設定是因作者喜愛古代阿拉伯的服飾，但現代阿拉伯世界的女人已經不會再穿那種風格的服裝，且她們是不能拋頭露面的，有些女人甚至只露出手臂也被判死刑。因此，佛蘿納的背景設定於狂龍新版中整個改掉，變成中歐某公國的公主，名字也改為佛羅納·奧爾·德卡斯爾。[7]

- 佛羅納·奧爾·德卡斯爾父親的行宮西爾德普蘭宮，也就是她的主要居所，是作者參考薩波家族的奧根公爵所建之貝爾貝德雷上宮來畫的，該宮殿為奧地利維也納的巴洛克風格建築。[10]

- 故事中的BL主線是作者很久以前就設定好的，原本打算用在《傾國怨伶》裡，因擔心不易被人接受才改畫在《火王》中。即便如此，當年還是「嚇壞」一票讀者。[12]此外，故事中的許多內容不予明解，是希望讀者自行思考。[5]

- 作者在為狂龍新版作整理時，本想瞞天過海將現代篇故事的發生時間設定為2001年，但因當年的九一一襲擊事件將紐約雙子星塔夷為平地，作者又不願將這對經常出現在現代篇中當地標的雙子塔「擦掉」，所以最後將故事時間架空。[9]

## 分卷概要
此為舊版的劇情簡介。
第1卷 火王再現
「嫿琤！即使妳沒有覺醒，這亙古的愛戀。──特萊斯底蘊的詠倩心事」
「仲天！爲傳説中的魔法石。想找到的……──或許是水月湖底的眼淚」
時間與時間之夾縫中，空間極限之盡頭裡，沈睡著古代的神祇，昊玥再度出現了，會有什麼事發生呢？古代神祇所打造的鎭邪七鏡，用以支撐天地，安定乾坤的寶鏡，正當特萊斯靠近祂的時候，又將發生什麼樣的怪事？特萊斯的未婚妻，阿拉伯公主佛蘿納，這個神祕的女子，和一個具有超能力的強者多雷，他們背後隱藏著什麼樣的陰謀？
達尼氏負責人特萊斯受邀參加世界古文物展，蔚詠倩與好友爵文一同參加，看見特萊斯未婚妻佛蘿納，爵文一句話將她帶往回憶之中。特萊斯受詠倩邀請參觀中國主題館，看到炎鏡竟有股熟悉感……
第2卷 赫爾拉娜
「仲天！我好喜歡你們，快回到我的身邊！──尙軒想念在轉輪上的朋友」
「尙軒！你再不回來，我若喜歡上別人……──或許是推動轉輪的手憶起亙古的……」
詠倩在愛情的等待中，無端引來的困擾，在無助的心情下，是否會激發她潛在的超能力？她會中西奈或佛蘿納的連環詭計嗎？佛蘿納送給特萊斯的紫水晶領夾在炎鏡前碎裂，佛蘿納與炎鏡有何關係？而水鏡赫爾拉娜中的「力量」又是以什麼型態存在？
昊玥、詠倩、佛蘿納、多雷、特萊斯，每個人似乎都擁有各種不同形式的超能力，他們之間的牽扯會引發一場超能力大戰嗎？
第3卷 獵謀隱獸
「詠倩！眞實的感覺妳，不願覺醒。──仲天在轉輪裏沈睡」
「特萊斯！在悲傷與歡樂間，依稀遙見。──躍於一如前世的愛戀」
多雷這個超能力高手，為何要一再地追殺詠倩？佛蘿納提前返回阿拉伯，背後是否隱藏其他陰謀？特萊斯遭到葛利得綁架，多雷又對他痛下毒手，他能逃過這一劫嗎？
第4卷 曙光前世
「詠倩！妳離去的餘溫，在夢境悄悄地綻放。──特萊斯的前世今生」
「特萊斯！只要你快樂，我不在乎你是否記得我。──緣會今生我已經很感激了……」
西奈邀約勞勃特、歐琳見面，交給他們一疊關於特萊斯事件的資料。特萊斯康復後，立卽恢復正常生活與工作，卻遭狙擊手暗殺未遂… 特萊斯與佛蘿納將舉行結婚宴會，宴會前夕歐琳喝酒壯膽向特萊斯表白後傷心離開… 不放心歐琳的特萊斯前去探望，卻發現歐琳已經被人殺害，得知此事的詠倩為了歐琳的遺願答應參加結婚宴會，同時也擔心未曾休息片刻的特萊斯……
第5卷 記憶唐時
「奉劍！心在探測紫衫的記憶，開啓雷闕的謎題。──仲天對轉輪的畏懼依舊」
「仲天！光在撩撥糾結的絲絮，開啓時空的黑屛風。──奉劍的酸楚有誰知道」
深夜，特萊斯出現在葛利得房中展開復仇，卻被反制。但葛氏隨後竟以槍貫穿太陽穴自盡，這期間究竟發生了什麼？另一邊廂，一名叫珊諾·亞頓的少年預言師及靈媒師在夢中感覺到「惡魔悄悄地甦醒了」。
唐朝年間，仲天與徒弟昊玥居住在人煙稀少之處，仲天的任務是於限定期限內找到雷闕；西域大師造訪先知司徒奉劍，沒想到對方竟是位稚齡少女。二位大師解惑後有求於仲天，但當仲天問起先知容貌時他們卻毫無記憶，令他產生好奇想與其會面……
第6卷 羽韻蒼飛
「奉劍！在清冽雙眸，悸動心中莫名！──前世羈絆的今生隨業牽引」
「仲天！命運絲絮底，躍落的前世淵藪！──今生恐不著緣的奉劍羽韻」
仲天心事重重無法入睡，想起尙軒的告誡控制自己，然而此刻內心卻起伏不已。奉劍傷勢略有好轉，仲天告訴她自己正在找尋同伴，奉劍便將自己如何擁有預知能力的來由告知… 當仲天欲扶奉劍回屋內時，不料奉劍一碰到仲天就感覺到所謂的陷阱，也因此舊傷復發，仲天知道奉劍肩傷來由後發現自己竟對她動了情。
第7卷 如夢隔世
「仲天！回首恍如夢，隔世般迢遙苦戀！──此生堅定不悔的執意追尋」
「奉劍！薄紗披蓋下，恨難絶斷的痴心！──悠悠華年義無反顧的相隨」
仲天向奉劍表明自己對她的心意，奉劍要他完成任務並與他訂下四年之約，自己也回應了仲天……
仲天夢見遠古時那個總愛跟在身後的小小身影──千湄… 遵守四年之約的仲天前往西域，除將委託打造的炎鏡送去，也找到了雷闕，因其與昊玥產生共鳴，仲天擔心昊玥受不了如此強大的力量，於是暫且將雷闕封印……
仲天達成任務回到莊園，卻發現莊園荒廢頽圮，早已人去樓空……。八年後，昊玥已進宮陪伴嫿琤的轉世──唐朝公主李盈，仲天與他道別去找尋那魂牽夢縈之人。雨中，仲天看見橋上一熟悉人影，衝上前去，是位美公子。雖然容貌似她卻有著冷漠表情，而且年紀尚輕卻頂著蒼蒼白髮……那不是我要找的人。仲天失望至極的離開，然白髮公子回到宅邸，出來迎接的竟是伺候奉劍的侍女醒秋……
奉劍病發回想到遠古時自己的前世千湄與同伴們相處愉快的時光，面對冷酷的仲天，千湄化成風飄到他面前，決定不再讓仲天背對著自己，而是面對面的向仲天說出他的想法……
第8卷 昭誓今生
「仲天！就算再苦，也要隨你到永生。──斬不斷的前世情緣」
「奉劍！寂寞與孤單，不會是你一生的伴侶。──世間最難尋覓知心人」
奉劍與醒秋講起自己訂親的祕密，而原本坐在河邊想著自己是怎麼答應奉劍約定的仲天再度回到莊園，卻發現已經荒蕪的莊園竟有小販送貨，同時他也看見醒秋，仲天要求見奉劍，不料奉劍卻害怕見到仲天。就在仲天將奉劍擁入懷中時，奉劍不得不向仲天說出關於自己的眞相……
仲天決定帶奉劍去神陵找帝昀為奉劍療傷，當兩人來至森林稍做休息時，一名神祕黑髮男子趁仲天離開之際接近了奉劍，卻被仲天設的封印抵擋在外，神祕男子看著奉劍想起遠古時自己最愛的同伴。
第9卷 火焰血誓
「情傷離別，常恨不能相偕白首，願傾今生。──與你痴纏天涯」
「原來相思也有重量，想得愈多愈重，愈沈愈深。──耽溺於一生的寂寞」
奉劍為怕仲天再度傷害他自己，將龍鳳釵毀去，神祕男子趁機靠近奉劍，仲天也在此時回來，兩人卻發現奉劍已經完全失明。
纖弱、敏感的千湄，耗盡千年輪迴，終於在唐時再遇仲天，並屬意於他。豈料好事多磨，深情成災，不知在優河心中衍生出這麼多誤會。
遠古至親的同伴，司火的仲天與司澤的優河兩人為了千湄，竟反目成仇。驚險中，仲天注意到千湄受了傷，憤怒之餘竟將優河的手臂折斷。解除七光柱封印之後的仲天已疲憊不堪，他要如何救千湄呢？在神陵裡，他們又將遭遇什麼困難？
第10卷 浩渺之鷹
「闇夜獨思，空有一縷餘香在此，伊人何在？──再見又是千年」
「思緖總像一抹水草，淹沒在焦慮中，愈解愈纒。──抽拔不出瀟灑的我」
不惜動用覺醒的力量，只為見千湄一面的優河，還有生還的可能嗎？
無法忍受摯愛之人繼續痛苦下去的仲天，親手結束了奉劍的生命，並在烈燄中發下血誓：「我不要你再痛苦下去了，我不願在沒有你的未來覺醒！我在烈燄中起誓，沒有你的未來，也將不會有我！」
睡夢中，少年預言師珊諾聽到自稱是城市的心靈告訴他世界將被毀滅，惡魔悄悄甦醒。珊諾在政治人物對談節目中向衆人提出有關魔鬼的警告……
第11卷 日升月恆
「素手纖纖，攀岩爬藤愛恨千千，淚眼天天。──情病倏地奄奄」
「天地間唯一的預言師，早已不復存在，煙消雲散。──共存不能還求共滅」
一回到現代即陷入一場激烈的戰鬥中，詠倩是否能保護珊諾不受特萊斯的迫害？他們一行人將遭遇什麼困境？詠倩為了保護珊諾，積極找尋協助可信任的朋友「達尼」，沒想到背後竟有極大陰謀。究竟詠倩與珊諾是否能逃離危險？危急之中，特萊斯發現珊諾竟是他不願於未來獨醒的摯愛，究竟他們之間會有何發展？
第12卷 雨過天涯
「芳草萋萋，風送楊柳水鳥低低，離情依依。──改朝換代戚戚」
「在寂寞與悲傷的面前，人人都是失敗者──無力反擊。──只能爲愛付出一切」
特萊斯於古文物展中巧遇詠倩，詠倩是否能原諒他？特萊斯遭受多雷襲擊，危急之時佛蘿納突然出現，究竟是敵是友？
詠倩覺醒，是否如人所願的覺醒成為水神嫿琤於永恆的時空之中，找尋尙軒的詠倩，面對尾隨而來的雷神昊玥，她將如何面對前世情緣？
第13卷 永恆的起點
「臉頰貼貼，濃情蜜意添加些些，小手揑揑。──拌嘴自然歇歇」
「世間最幸福的事就是，能愛到天長地久──刻骨銘心。──即使痛苦也甘如飴」
仲天（特萊斯）的千古摯愛千湄再世的珊諾·亞頓無意間竟遭多雷的致命襲擊，特萊斯是否可助他逃過此劫？創世之神尙軒卽將隕落，取而代之的火神仲天是否能夠完成任務及自身的轉變成為新世紀之神？

## 出版書籍
自1991年在《公主漫畫》雜誌連載，次年由大然文化集結成單行本出版，全13冊。2001年起由狂龍國際發行新版，稱作「經典珍藏版」，單行本全14冊。並於2019年推出電子版，在電子書網站Pubu上發售。
大然版和狂龍版的主要區別在於：
1. 舊版全13冊，新版為全14冊。新版將故事分成三部，共72章節。
2. 新版採用全新封面封底，並依據「現代篇」、「古代篇」的劃分使用不同的封面版型。
3. 新版劇情有所增減，尤其是現代篇的內容改動最大，結局也略有改動。
4. 雖然古代篇的變動不大，但還是增加了一些劇情和細節，故事表述更為淸楚明了。
5. 舊版前三冊的內容被濃縮至一冊，刪掉了一些繁瑣的劇情，同時加入新劇情；舊版第10冊現代篇部份轉移至新版第4冊，從而使整體劇情進展更加緊湊。
6. 舊版裡的阿拉伯公主佛蘿納的背景設定完全換掉，新版名作「佛羅納」，是中歐某公國公主兼名模。
7. 新版只有一篇番外，舊版有三篇番外及兩則短篇故事。

- 單行本

| 卷數   | 副標題     | 大然文化      | 大然文化           |
| 卷數   | 副標題     | 發售日期      | ISBN               |
| ------ | ---------- | ------------- | ------------------ |
| 第1卷  | 火王再現   | 1992年6月1日  | ISBN 957-72-5641-4 |
| 第2卷  | 赫爾拉娜   | 1992年12月1日 | ISBN 957-72-5128-5 |
| 第3卷  | 獵謀隱獸   | 1993年6月1日  | ISBN 957-72-5642-2 |
| 第4卷  | 曙光前世   | 1993年12月1日 | ISBN 957-25-0352-9 |
| 第5卷  | 記憶唐時   | 1994年4月1日  | ISBN 957-25-0845-8 |
| 第6卷  | 羽韻蒼飛   | 1994年10月1日 | ISBN 957-25-1250-1 |
| 第7卷  | 如夢隔世   | 1995年2月1日  | ISBN 957-25-1514-4 |
| 第8卷  | 昭誓今生   | 1995年7月1日  | ISBN 957-25-1687-6 |
| 第9卷  | 火焰血誓   | 1996年2月1日  | ISBN 957-25-1887-9 |
| 第10卷 | 浩渺之鷹   | 1996年12月1日 | ISBN 957-25-2601-4 |
| 第11卷 | 日升月恆   | 1997年7月1日  | ISBN 957-25-2864-5 |
| 第12卷 | 雨過天涯   | 1997年12月1日 | ISBN 957-25-3267-7 |
| 第13卷 | 永恆的起點 | 1998年2月1日  | ISBN 957-25-3381-9 |

- 再版（全14冊）

| 卷數 | 副標題   | 章節                                                                             | 狂龍國際      | 狂龍國際           |
| 卷數 | 副標題   | 章節                                                                             | 發售日期      | ISBN               |
| ---- | -------- | -------------------------------------------------------------------------------- | ------------- | ------------------ |
| 1    | 重生之章 | 第一部： 神祇之鏡 初次相識 事件 謀獵計劃 轉變 替身                               | 2001年11月1日 | ISBN 957-0498-36-6 |
| 2    | 今塵照命 | 連鎖 階段 魔性襲擊 黑暗覺醒 混淆的記憶 魔封咒                                    | 2001年12月1日 | ISBN 957-0498-39-0 |
| 3    | 曙光前世 | 天鷹展翅 變奏曲 情挑 婚宴 火燄記憶                                               | 2002年2月1日  | ISBN 957-0498-43-9 |
| 4    | 記憶唐時 | 幽暗魔影 永恆的疑惑 赫爾拉娜之鏡 第一部完 第二部： 記憶唐時 先知者司徒奉劍       | 2002年3月1日  | ISBN 957-0498-49-8 |
| 5    | 羽韻蒼飛 | 神之天眼 安平爵搶親（一） 安平爵搶親（二） 千鈞一髮 繁花之季                     | 2002年4月1日  | ISBN 957-0498-50-1 |
| 6    | 凝眸曾經 | 巾幗 心湖雨又風 先知之能 世間女子 四年之約                                       | 2002年5月1日  | ISBN 957-0498-52-8 |
| 7    | 如夢隔世 | 離別·展翅之鷹 遠去卻鮮明的記憶 雷闕·雷神的黃金杖 隔世之約 髮蒼蒼·形寞寞 遠古情愫 | 2002年6月1日  | ISBN 957-0498-55-2 |
| 8    | 昭誓今生 | 風之心 寂寞之人 曾經過往 重逢 信守誓約 過往陰霾                                  | 2002年7月1日  | ISBN 957-0498-56-0 |
| 9    | 遠蒼鷹   | 遠颺與希望 神墓 情傷 宣流的情愫 疑問                                               | 2002年8月1日  | ISBN 957-0498-61-7 |
| 10   | 相會神陵 | 昔日的好友·今日的敵人 千年訪神陵 封印七光柱 深沉的陰謀                           | 2002年9月1日  | ISBN 957-0498-60-9 |
| 11   | 浩渺來生 | 界限 解開封印 唐之終章·分離 第二部完結 可愛記事本 第三部： 延續的危機            | 2002年10月1日 | ISBN 957-0498-67-6 |
| 12   | 昂首寂寥 | 再次對決 錯身的危機 決心 狙擊與眞相 魔鬼逼近                                     | 2002年12月1日 | ISBN 957-0498-68-4 |
| 13   | 日升月恆 | 宿命 絕處逢生 認錯 回歸的覺悟 答案                                               | 2003年1月1日  | ISBN 957-0498-74-9 |
| 14   | 終章     | 新世紀神祇 重逢再重逢 意外 錯愕 終點 外傳：距妳最遠與最近的地方                  | 2003年3月1日  | ISBN 957-0498-80-3 |

新加坡出版
大然文化正式授權在新加坡發行的簡體中文版本，由創藝出版社於1995–1998年期間推出，全13冊，封面裝幀基本沿襲大然版。
中國出版
- 版權不明

1. 出版社及發行時間不明，全13冊，內容及裝幀與大然文化版一致，且仍為繁體字，應是盜版。
2. 瀋陽、靑海、寧夏三家出版社接力發行完成的版本，大約於1994–1997年間推出。該版將原本的一冊拆分成兩冊，所以總共就有26冊，其內容和裝幀設計承襲大然文化版本。其中1–8冊為瀋陽出版社發行，9–18冊為靑海人民出版社發行，19–26冊為寧夏少年兒童出版社發行；此外，遼寧畫報出版社亦發行過17–18冊。
3. 遠方出版社：2001年發行，四拼一合訂本。上下兩冊。裝幀承襲大然版。

- 正式授權

1. 新疆靑少年出版社：2004年發行，由台灣狂龍國際授權，稱為「世紀新版」，全14冊，封面與狂龍版一致。
2. 吉林文史出版社：2005年發行，由狂龍國際授權於中國發行的特別版本，封面為全紅底色，因此俗稱「紅版」，全14冊。

泰國出版
譯名（烈燄掌控者），由 Burapat Comics 發行，譯自狂龍國際版，目前只發行了前五冊。
南韓出版
譯名（火王），由首爾傳媒社（(주)서울미디어랜드）於2000–2001年間發行，譯自大然文化版，只發行到第十冊。
越南出版
譯名（永恆之戀/無盡之戀），越南青年出版社於2007年發行，譯自狂龍國際版。該版本將游素蘭的三部漫畫合併，全20冊，即1–5冊為《傾國怨伶》（Khuynh Quốc Oán Linh），6–19冊為《火王》（Hỏa Vương），第20冊為《夏茵王外傳》（Hạ Nhân Vương）。

### 畫集
由《火王》漫畫而衍生的插畫被收錄在兩本游素蘭的畫冊集，圖片多以兩位主角仲天和司徒奉劍（千湄）為主。
- 《往日重現》是第一本「火王」插畫集（日文題名／英文題名）附收藏盒、千湄的對開海報和藏書票等。[18]

1998年10月1日由尖端出版社發行、ISBN 957-10-1768-X。
- 《擁我入夢》是第二本「火王」插畫集（日文題名／英文題名）共40頁精裝本，附收藏盒。[19]

1999年2月1日由尖端出版社發行、ISBN 957-10-1883-X。
中國2001年由新疆青少年出版社發行簡體中文版。

## 反響
《火王》是臺灣第一部公開出版的BL耽美漫畫，雖在其之前應有其他作者創作過耽美題材，但首部與出版社正式合作發行的BL商業誌，則非《火王》莫屬。這部作品於臺灣《公主漫畫》雜誌連載時就獲得超高人氣，被認為是開啓了少女漫畫的新視野；並繼《傾國怨伶》後成為最暢銷少女漫畫書NO.1。該作於日本漫畫充斥的90年代異軍突起，在臺灣長年佔據讀者票選第一名。1997年《中國時報》舉辦全臺灣出版漫畫票選，包括香港、日本及南韓的漫畫，《火王》於讀者票選和網路票選中獲得最受歡迎漫畫第一名。這部畫風細膩精緻的作品於中國再版62次，銷量超過三千萬冊，承載了一代人的記憶。

發表於國立中興大學《博學》期刊上的《漫畫在通識教育中之運用：解讀游素蘭〈傾國怨伶〉、〈火王〉漫畫中的身體意象》一文作者在細緻分析這兩部作品後，認為：
| “ | 游素蘭的《傾國怨伶》及《火王》提供了對於生命探索的各項問題，包括宇宙創生模式有如何的重要性？神祇是什麼？人與命運、輪迴的關係如何於時間中運轉？如何能眞正覺醒？如何把握到自己的特質而作更有效的發揮？人、自然與宇宙間是如何的關係？從情愛的歡喜悲愁中如何完成自我生命的淬鍊？時間與空間只是如我們現在僅知的這個狀況在進行，或另有不同的發展方式？當把這些問題帶進通識的課程討論，這些都關乎每個人的存在，讓每個人去思考生命、思考所處的時間空間、思考那無限的可能性。在充滿各種奇幻的玄想，在看似虛幻的不切實際，所拉出的心靈向度，保留了想像運作的空間，就自身的存在，除了物質、知識、技術這個層次，還有什麼樣的未知可能性，因為宇宙太遼闊了，也許有太多可能，正以超乎我們常軌的方式在發生。那關連於心，也關連生命，或許是通向於宇宙的另種開啓方式，就如故事中所說，宇宙最大力量是生命的創造力，而心的想像與創造，是生命意動發展的關鍵。 | ” |

## 電視劇
芒果TV簽下了《火王》的版權，現已加入此台的改編計劃中。據悉電視劇已經開始籌備，為了將其龐大的世界觀與跌宕起伏的愛情故事完美呈現，改編劇本就已幾經雕琢，將以鉅製電視劇《火王之破曉之戰》的方式呈現給觀衆。此外，《傾國怨伶》裡的主角也會一同登場。
由于广电总局规定穿越题材剧不得上星播映，故《火王》电视剧分两部备案，即《火王之破晓之战》和《火王之千里同风》, 前者是古装题材剧，后者是当代题材剧，于2018年11月26日在湖南卫视青春进行时开播，下部接档于2018年12月18日播出。
因廣電總局的審查制度，電視劇將原著的BL同性戀主線改成BG向的異性戀，故事情節和人物設定也大幅改動，引起原著粉的不滿。有網友質疑「《火王》除了幾個角色的名字，劇情和漫畫有什麼關係？」此外，該劇在畫面特技和演員選角方面均遭詬病，被認為「特效畫面不夠精緻，只停留在影視劇五年前的水平上」；七神的住處「頗有幾分影樓韻味」；飾演男主角的陳柏霖與原著漫畫中紅髮碧眼高顏値的仲天相比，「雖演技過關，但確實不太適合古裝美男」；出演女主角司徒奉劍的景甜「演技呆若木雞」。甚至有電視影評人認為該劇「一無是處」。

## 軼事
演員楊冪被眼尖網友在一段影片中發現她的書櫃中收藏有一套分上下兩冊的四拼一合訂本《火王》漫畫，因而被網友力薦出演《火王》電視劇中的「奉劍」一角。

## 腳註
1. 出現於狂龍版封面右上角。
2. 荷蘭文意為「火王」，出現於大然版封面右上角。故事中提到特萊斯·康納利·達尼有荷蘭血統，但無法確定作者是否因此而使用荷蘭文標題。

## 外部連結
- 《火王 （页面存档备份，存于）》於上的主頁 （英文）
- 《游素蘭的漫畫〈傾國怨伶〉與〈火王〉研究》– 臺灣博碩士論文知識加値系統 （繁體中文）
- 《漫畫在通識教育中之運用：解讀游素蘭〈傾國怨伶〉、〈火王〉漫畫中的身體意象 （页面存档备份，存于）》– COnnecting REpositories（英语：COnnecting REpositories） （繁體中文）